# Военный океанский терминал (Бейонн)
Военный океанский терминал в Бейонне (англ. Military Ocean Terminal at Bayonne, MOTBY) — бывший военный терминал в порту Нью-Йорка и Нью-Джерси, на территории нью-джерсийского города Бейонн. Комплекс действовал с 1942 по 1999 год, теперь он используется под коммерческую и жилую застройку, а также как сухой док и пространство для рекреационных целей.

## История
В 1932 году был предложен план строительства портового терминала у восточного побережья Бейонна для создания дополнительных промышленных площадей. После того, как план был завершен в 1939 году, начались работы по углублению дна залива. В начале Второй мировой войны ВМС США как раз искали место для порта на восточном побережье США. В 1942 году в этом месте была открыта военно-морская база, призванная обеспечивать материально-техническую поддержку и ремонт, а также интегрированная в транспортную инфраструктуру Северо-восточного коридора. После войны MOTBY стал портом для части Атлантического резервного военного флота.
В 1967 году полуостров был переоборудован под базу армии США. Это был большой судоходный терминал по меркам того времени; так, он имел самый большой сухой док на восточном побережье. Как только груз прибывал в MOTBY, его можно было разместить прямо на крытых складах или на открытых, но полностью защищённых площадках. Все виды грузов, от тяжелого негабаритного вооружения, такого как танки M1A2 и ракеты «Пэтриот», до полного ассортимента боеприпасов, могли быть погружены с использованием современных специализированных железнодорожных линий. В доках могли быть размещены все типы кораблей, имевшихся в распоряжении Военно-морского командования США. Эта возможность пригодилась во время войны в Персидском заливе 1990—1991 годов и во время операций в Сомали и Гаити. Через MOTBY были отправлены десятки воинских частей (людей и техники), а также негабаритных грузов, таких как танки M1A2, из Форт-Худа в Техасе. Объект был закрыт в 1999 году в соответствии с директивой США по перестройке и закрытию военных баз от 1995 года.

## Перепланировка
В 1997 году Управление Бейонна по местной перепланировке (англ. Bayonne Local Redevelopment Authority, BLRA) разработало план, по которому бывший терминал должен будет использоваться для морских грузоперевозок и в качестве сухого дока, для размещения офисных пространств и малых промышленных объектов, жилых массивов и мест для отдыха:2–3.
В конце длинного пирса расположены мемориальный парк «Слеза скорби», посвящённый терактам 11 сентября 2001 года, и круизный порт мыса Либерти. В 2005 году на баланс Бейонна от метро Ньюарк-Сити было передано восемь трамваев семейства PCC для эксплуатации по предполагаемой 4-километровой петле, сообщённой со станцией 34-й улицы легкорельсовой системы Хадсон — Берген.

## Галерея

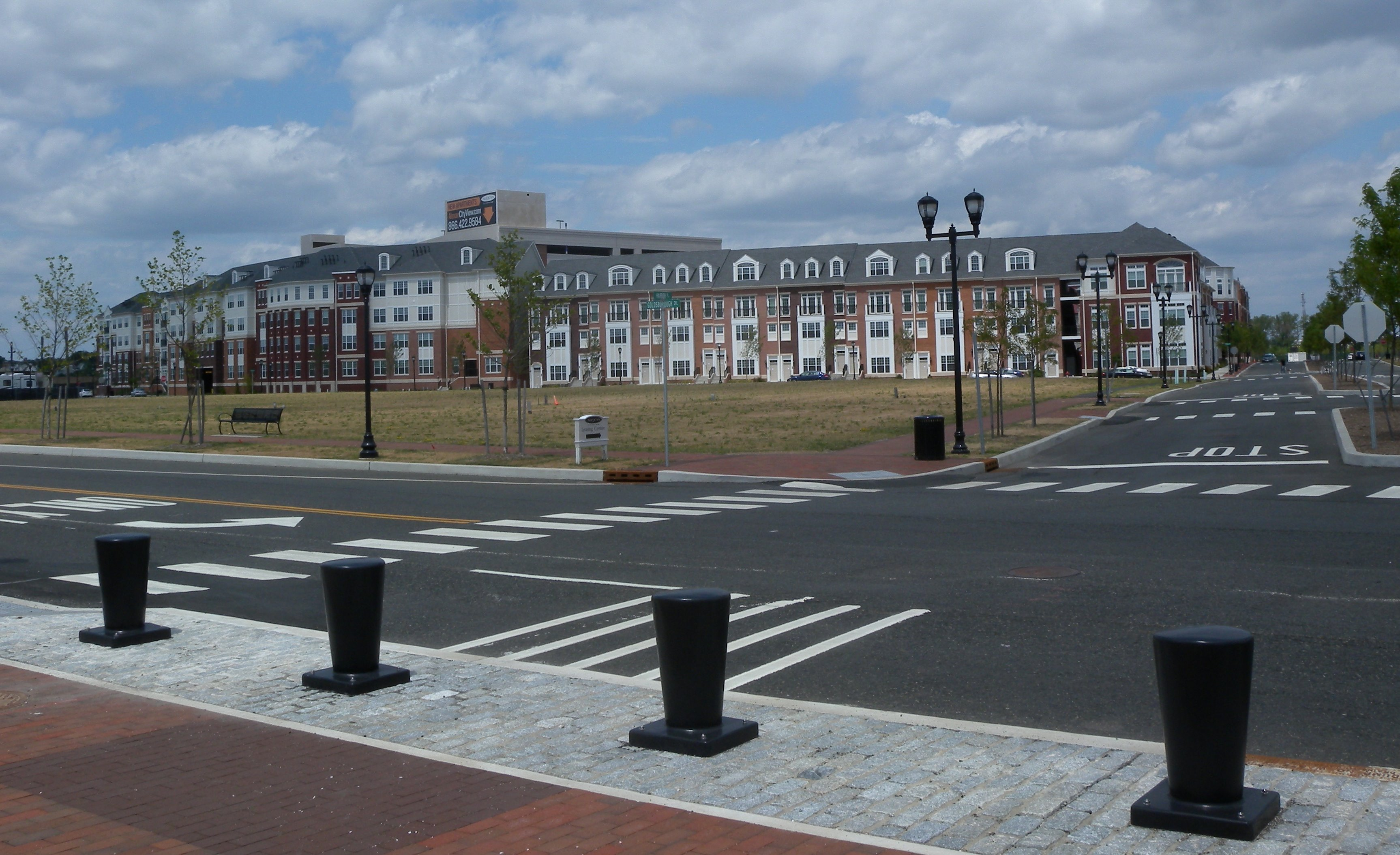
Жилые здания
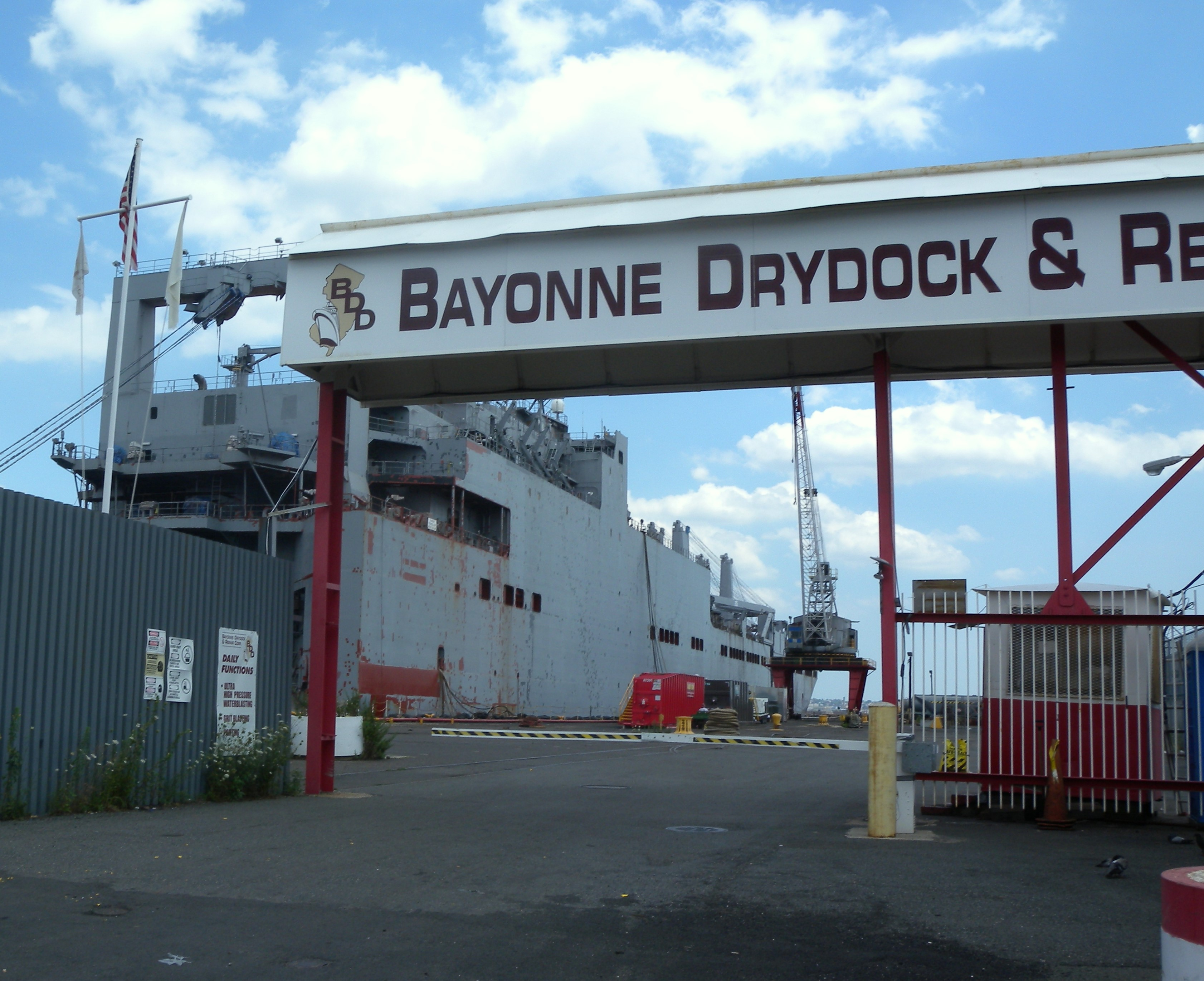
Въезд в сухой док
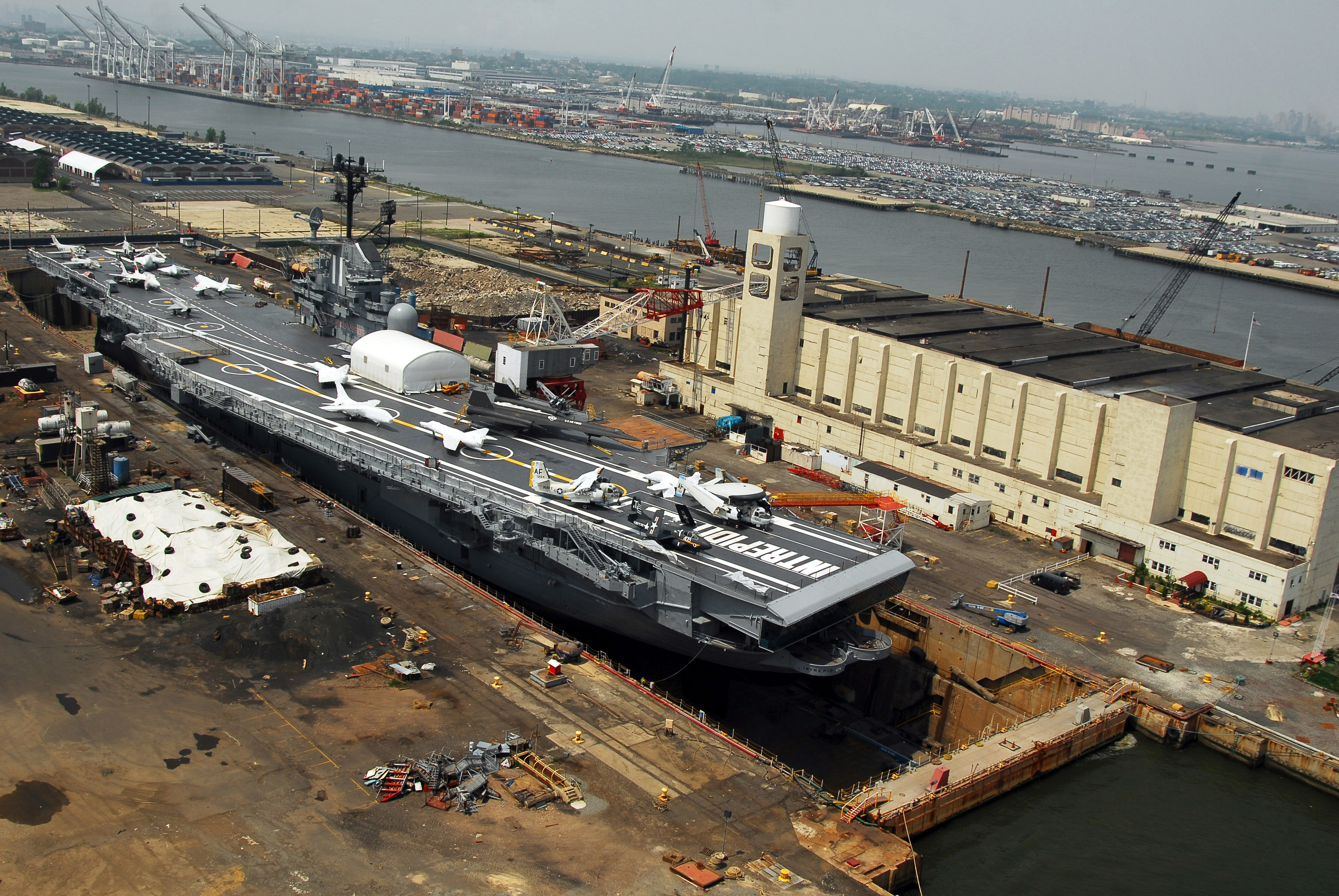
Авианосец USS Intrepid (CV-11) на реконструкции в 2006 году